# Farul de pe insula Bagatao
Farul de pe insula Bagatao este un far istoric situat pe Insula Bagatao, în partea de est a intrării în Golful Sorsogon, în provincia Sorsogon din Filipine. Turnul cilindric alb de fier având o înălțime de 8,8 m este situat pe stânca ce formează punctul sudic în capătul vestic al insulei, oferind o altitudine totală a luminii de 41,4 m. Lumina nu numai că marchează intrarea în golf, dar ajută și navele să navigheze în cotul din jurul insulei Ticao din provincia Masbate, în timp ce se îndreaptă spre strâmtoarea San Bernardino și ies în Oceanul Pacific.
Insula Bagatao se află sub jurisdicția municipalității Magallanes, Sorsogon. Barangays Biga și Behia care administrează insula sunt două dintre cele 34 de barangays ale municipalității menționate.

## Istorie

### Perioada spaniolă
Un far a fost propus a se realiza pe insula Bagatao pentru a ajuta navele să navigheze prin pasul Ticao împreună cu farul de pe insula Capul la intrarea în strâmtoarea San Bernardino și Farul din Bugui Point în nordul Masbate. În planul final aprobat, s-a decis mutarea locației din Bagatao pe insula San Miguel, în vârful nordic al insulei Ticao.

### Perioada americană
Un far pe insula Bagatao a fost unul dintre farurile propuse de Biroul pentru Construcția Farurilor pentru anul fiscal 1903–1904. Turnul planificat a fost unul dintre numeroasele turnuri de far din fier cumpărate de Spania din Franța și a fost găsit de Birou la depozitul vechii comisii a farului după predarea către americani. În turn, lipseau câteva piese minore astfel că era nevoie să fie făcute altele noi.
Un grup de lucru a fost trimis pe insulă pentru a începe lucrările la far în ianuarie 1904. Grupul era format din doi americani, de la 6 până la 10 dulgheri chinezi și aproximativ 30 de muncitori filipinezi angajați în Manila din cauza dificultății de a asigura muncitori locali.
Au fost construite locuințe temporare pentru muncitori, precum și depozite. A fost construit și un dig de zidărie pentru provizii. Un drum de serviciu de la dig până la locul turnului a fost defrișat și clasificat ca amplasament pentru structurile permanente. Au fost săpate fântâni în încercarea de a obține apă proaspătă pe insulă.
Lucrarea permanentă a constat din ridicarea unui turn de fier, a unei locuințe pentru paznici, a unei bucătării, a unui depozit de beton și a unei încăperi pentru ulei, a unei cisterne din beton armat cu oțel, a unei latrine , a unui trepied pentru lumina de babord și tăierea cherestelei pentru utilizarea în acest loc și la alte faruri.
Turnul, un cilindru de fier de 8,8 m înălțime, a fost ancorat în baza sa de beton pe vârful stâncii cu șuruburi de ancorare lungi de 1 metru. Locuința, măsurând 11,6 m pe 11,4 m, era sprijinită pe stâlpi de lemn așezați în stâlpi de beton.
Lumina albă intermitentă, echipată atât cu un arzător incandescent, cât și cu un arzător obișnuit, a fost aprinsă pentru prima dată pe 15 mai 1904. O lumină roșie cu port fix a fost afișată pe un trepied la est de lumina intermitentă.
Lucrările rămase efectuate în iulie și august au constat în finisarea și vopsirea clădirilor permanente, înlăturarea structurilor temporare și tăierea lemnului pentru a fi utilizat la alte faruri, deoarece lemnul tăiat în rezervație costa mai puțin decât aceeași calitate a lemnului găsită în Manila. După ce farul a fost finalizat, echipa a fost adusă înapoi la Manila. Costul total al farului a fost de 20.190,30 peso filipineze.

## Turnul actual
Turnul original al farului încă există, dar felinarul a fost înlocuit recent cu unul modern alimentat cu energie solară de către Garda de Coastă din Filipine. Toate farurile din Filipine sunt gestionate de Garda de Coastă din Filipine.